# Liaotun (köpinghuvudort i Kina, Liaoning Sheng, lat 41,49, long 121,77)
Liaotun (kinesiska: 廖屯, 廖屯镇) är en köpinghuvudort i Kina. Den ligger i provinsen Liaoning, i den nordöstra delen av landet, omkring 140 kilometer väster om provinshuvudstaden Shenyang. Antalet invånare är 34 771. Befolkningen består av 17 168 kvinnor och 17 603 män. Barn under 15 år utgör 13,0 %, vuxna 15-64 år 75 %, och äldre över 65 år 11,0 %.
Runt Liaotun är det ganska tätbefolkat, med 179 invånare per kvadratkilometer. Närmaste större samhälle är Beizhen, 12,5 km norr om Liaotun. Trakten runt Liaotun består till största delen av jordbruksmark.
Genomsnittlig årsnederbörd är 755 millimeter. Den regnigaste månaden är juli, med i genomsnitt 183 mm nederbörd, och den torraste är januari, med 8 mm nederbörd.